# HMS Janus (F53)
HMS Janus (F53), anomenat pel Déu romà, va ser un destructor de classe J de la Royal Navy fabricat per Swan Hunter & Wigham Richardson Limited a Wallsend-on-Tyne el 29 de setembre de 1937, botat el 10 de novembre de 1938 i comissionat el 5 d'agost de 1939.

## Història operativa
Janus va participar en la batalla de Calàbria el juliol de 1940 i la batalla del Cap Matapan el març de 1941.

## Enfonsament en combat
El 23 de gener de 1944 el destructor Janus es trobava davant la costa d'Anzio donant suport al desembarcament de tropes aliades. Va ser objectiu de l'atac d'un bombarder He 111 equipat amb una bomba guiada Fritz X que va aconseguir un impacte directe. En tan sols 20 minuts el vaixell es va enfonsar i només hi van haver 80 supervivents, rescatats per l'HMS Laforey i altres vaixells menors.